# Тип 653
Тип 653 — китайская БРЭМ, представленная NORNICO. Всего выпущено 1000 штук, часть которых была продана Ираку, Таиланду, Бангладеш и Пакистану. 

## Конструкция
Тип 653 основан на шасси Тип 69. Имеет бульдозерный отвал, гидравлический кран с грузоподъёмностью 70т. Передвигается бронемашина благодаря 12-цилиднрованному двигателю
с водяным охлаждением Type 12150L с мощностью 580 л.с, что позволяет ей двигаться со скоростью 50 км/ч. Запас хода составляет 370 км/ч.